# Klostergade
Klostergade er en gade Aarhus, der løber fra øst ved Grønnegade til Studsgade, hvor den undervejs gennemskærer en række andre gader.
Klostergade er en af byens gamle gader, og den ligger på Vesterbro og den østlige del af gaden når ind i Latinerkvarteret. Der ligger to fredede bygninger på gaden samt Vor Frue Kloster. Klostergade er en typisk middelalderlig gade idet den er både smal og kurvet. Der ligger mange butikker, caféer og restauranter på gaden og på Klostertorv, der også anvendes til koncerter og andre offentlig begivenheder.

## Historie
Gaden har eksisteret i hvert fald siden 1300-tallet, hvor den var kendt under den latinke frase Apud fratres (Bagved KLostret). Navnet referer til Vor Frue Kloster, som ligger på gaden, og som blev etableret senest i 1240. I 1562 blev gaden kendt som Bag Klosteret, altså en oversættelse fra latin. Åen Borrebækken løb igennem Klostergade til Studsgade, hvor den løb sammen med en å fra Vennelystparken.
Klostergade blev anlagt som en forlængelse af den korte gade Graven, hvor den forløb mod nord og endte i Munkegade, hvor vejen til Randers begyndte. Indtil 1800-tallet var Klostergade den nordligste gade i byen. Bag ved haverne var bymuren, og vejen uden for byen, der i dag hedder Nørre Allé. Klostergades vigtighed som færdselsåre blev mindre tidligt, da man etablerede en vej fra Studsgade til Christiansbjerg i 1757, og størstedelen af trafikken fra Randers gik til byporten i Studsgade. Da Nørre Allé blev gjort bredere og brostensbelagt fik det endnu mere trafik til at gå uden om Klostergade.
Oprindeligt var den vestlige del af Klostergade og den sydlige del af Grønnegade kendt som Skidenstræde. I 1830 blev Skidenstræde en del af Grønnegade fremtil 1909, hvor den sydlige del af Grønnegade blev gjort til en del af Klostergade.

## Bygninger
Klostergade har sit navn fra Vor Frue Kloster, som ligger på gaden. Klostret blev oprettet af Dominikanerordenen på et tidspunkt i 1120'erne eller 1130'erne på stedet hvor den oprindelige Sankt Nikolajs Kirke lå. Kirken blev revet ned i flere etaper for at opføre klostret i stedet. Under klostret ligger en kirkekrypt fra katedralen, som kan være en af de ældste kirker i Skandinavien. Bagved klostret på Vestergade ligger Vor Frue Kirke.
Direkte overfor klostret ligger der to fredede bygninger fra hhv. 1685 og 1777. Bygningen fra 1685 ligger på Klostergade 58 og det er en bindingsværkshus ud mod gaden og endnu en længde bagved fra 1700-tallet, og en kælder fra senmiddelalderen. Der er i dag indrettet butik som forhandler vintagetøj i den.
Den anden bygning er et tre-længet anlæg med en renæssancebygning fra 1812, der ligger ud mod gaden, og en ældre bindingsværksbygning fra 1777 bagved. I denne bygning er der indrettet tandlægeklinik.

## Galleri
- Fredet bindingsværkbygning fra 1685.
- Det tidligere Vor Frue Kloster.
- Elvirasminde, tidligere chokoladefabrik, hvor Jazzhus Tagskægget havde lokaler en overgang.
- Det første supermarked i Danmark fra 1960 i krydset mellem Guldsmedgade og Klostergade.
- Den oprindelige Emmerys-butik fra 1918.
- Restaurant i Klostergade.